# Олена Яцкулинець (Радько)
Олена Яцкулинець (творче ім'я — Олена Радько) — українська хорова диригентка, художня керівниця камерного хору «Moravski», українського дитячого хору Краківської філармонії ім. Кароля Шимановського.
Народилася 6 липня 1977 р. у місті Суми.

## Освіта
- 1992—1996 — Сумське державне музичне училище ім. Д. Бортнянського, диригентсько-хорове відділення.
  - Кваліфікація: керівник самодіяльного хору, викладач, учитель музики.
- 1996—2001 — Національна музична академія України ім. П. І. Чайковського (клас професора Л. М. Венедиктова).
  - Кваліфікація: диригент хору, викладач хорових дисциплін.
- 2001—2005 — Національна музична академія України ім. П. І. Чайковського. Навчання в асистентурі — стажування.

## Творча діяльність
За понад двадцять років творчої діяльності Олена Радько працювала з різними хоровими колективами: зразковий хор «Веснянка»; хор старших класів дитячої музичної школи ім. Д. Б. Кабалевського; хор академії мистецтв імені П. П. Чубинського; камерний хор «Покров» (засновниця та художня керівниця).
Хорові колективи під керівництвом Олени Радько були лауреатами численних конкурсів та фестивалів хорового мистецтва України, брали участь у культурно-мистецьких проєктах, як-от «Київ М'юзік Фест», «Золотоверхий Київ», «Гоголь-фест» тощо. Протягом 10 років (2011—2022) Олена очолювала музичний відділ Київського академічного театру ляльок. Вона є авторкою численних музичних авторських композицій та аранжувань для хору, серед яких «Херувимська», «Плотію уснув», «Святий Боже», «Ангел Вопіяше», «Христос Воскрес», «Ой, ходила дівчина», «Віночок українських пісень», «Колискова Діви Марії» (обр. ієрод. Іпатія, реаранжування О. Радько),  «Тиха  ніч», «Заспіваймо»  (муз.  А. Комлікової, обр.  О. Радько)  та  ін.
З 2017 року — художня керівниця камерного хору «Moravski». За цей час хор значно розширив свій репертуар та активізував концертну діяльність. Хор неодноразово здобував першість на районних й міських оглядах-конкурсах творчих колективів міста Києва, ставав лауреатом II премії Всеукраїнського хорового конкурсу імені Миколи Леонтовича та отримував інші визначні нагороди як в Україні, так і за кордоном. У 2019 році камерний хор «Moravski» здобув звання народного (зразкового) колективу.
Разом з Оленою Радько колектив представляє Україну в Австрії, Угорщині та Франції, бере участь в міжнародних та всеукраїнських фестивалях. В часи великої війни, яка розпочалася 2022 року камерний хор вже двічі гастролював регіонами Бургундії та Франш-Конте у Франції для поширення української культури та зборів донатів для відновлення та зміцнення України у воєнні часи.
В той час, коли публічні виступи були неможливі через пандемію COVID-19, Олена Радько не припиняла роботу з хором  «Moravski», який у 2020 році записав та презентував три віртуальні записи: John Rutter — «Look at the World»; Sara Teasdale (the poem) and Eriks Esenvalds (music) — «Only in Sleep»; Joe Cocker — «Unchain My Heart».
24 серпня 2022 року за ініціативою Олени Радько, хору та керівника Art Crossing Borders (Німеччина) відбулася презентація проєкту «Співай з нами, Європо!» — спільне виконання гімну України 33 колективами з 25 країн світу відбулося в День Незалежності України. Проєкт розпочався в березні 2022 року й тривав пів року. Він об'єднав професійні, любительські та дитячі хори на знак підтримки голосом ідеї миру, єдності, солідарності та безпеки.
З 2022 року через війну Олена Радько тимчасово перебуває у Польщі, де стала художньою керівницею дитячого українського хору у Краківській філармонії ім. Кароля Шимановського, який з 2022 року веде активну концертну діяльність, а також організувала аматорський український хор у Кракові, яким досі керує.

## Творчі здобутки
- 1995 р. — лауреат Всеукраїнського конкурсу хорових диригентів ім. Д. Бортнянського.